# 보이스 (드라마)
《보이스》는 2017년 1월 14일부터 2017년 3월 12일까지 OCN에서 방영된 드라마이다. 청력에 근거하여 범죄를 분석하는 '보이스 프로파일러'라는 소재를 내세웠다. '112 신고센터 골든타임팀'이라는 가상의 부서를 배경으로 위급한 상황에 처한 피해자들이 걸어오는 신고전화의 소리만으로 그들의 위치를 추리해내 현장으로 달려가는 추격형 전개방식으로 엄청난 긴장감을 만들며 뛰어난 작품성을 입증받았을 뿐만 아니라 국내외를 막론하고 엄청난 호평을 받은 웰메이드 명작 드라마이다.

## 등장 인물

### 112 신고센터 골든타임팀
- 백성현 : 심대식 역 - 대원, 진혁의 경찰청 후배
- 예성 : 오현호 역 - IT담당 대원
- 손은서 : 박은수 역 - 대원
- 권재환 : 천상필 역 - 대원. 팀 맏형

### 경찰청 사람들
- 이해영 : 장경학 역 - 성운지방경찰청 강력계장
- 조영진 : 배병곤 역 - 성운지방경찰청장

### 사건별 인물

#### 은형동 형사 부인 살인 사건 (1화)
- 오연아 : 허지혜 역 - 진혁의 아내
- 손종학 : 강국환 역 (특별출연) - 권주의 아버지, 경찰
- 황상경 : 고동철 역 - 성운 지역 나이트클럽 매니저, 본 사건 용의자

#### 은형동 납치 사건 (1~2화)
- 김준배 : 조강천 역 - 고정동 살인사건의 진범
- 전수진 : 박복님 역 - 납치피해자

#### 부림동 아동 학대 및 살해 사건 (2~3화)
- 배정화 : 오수진 역 (아역 : 조서연)
- 최승훈 : 손아람 역 - 오수진의 아들
- 권병길 : 백성학 역 - 다복빌라 경비원, 공범
- 김지안 : 오수진의 딸 역

#### 홍창동 로데오거리 박은별 납치 사건, 강권주 센터장 납치 사건 (4~6화)
- 이주승 : 황경일 역 (아역 : 정준원) - 피의자
- 한보배 : 박은별 역 - 박은수의 동생
- 김지훈 : 우봉길 역 - 공범
- 한사명 : 민지석 역

#### 수림동 천수연립 흉기난동 사건, 무진혁 피습사건 (6~8화)
- 이용녀 : 박복순 / 심춘옥 역
- 윤경호 : 윤필배 역
- 박은영 : 박말년 역
- 신승환 : 심영운 역 - 심춘옥 동생

#### 광창동 클럽 피버 인질사건 (9~10화)
- 김호영 : 양호식 역

#### 방하동 낙원복지원 투신사건 (11~12화)
- 홍성덕 : 백진구 역
- 여무영 : 변상안 / 강현팔 역 - 낙원복지원 원장
- 조완기 : 김규환 역
- 이나윤 : 새봄 역
- 이채경 : 도미영 역 - 병원장

#### 버스 전복 사고 (14~15화)
- 박노식 : 박종우 역 - 성운통운 버스운전기사
- 오초희 : 나정은 역
- 민정섭 : 정철호 역
- 김현 : 임미호 역
- 김준혁 : 임미호의 아들 역

### 그 외
- 이시우 : 무동우 역 - 진혁의 아들
- 이주실 : 형사들 단골 음식점 할매집 주인 할머니 역
- 김중기 : 박중기 역 - 강력1팀 형사
- 송부건 : 구광수 역 - 강력1팀 형사
- 백천기 : 김평중 역 - 강력1팀 형사
- 김광현
- 김명국 : 차명철 역
- 최기섭 : 찌라시 역 - 진혁의 정보원
- 이도경 : 모기범 역 - 성운통운 회장이자 모태구의 아버지
- 김뢰하 : 남상태 역 (아역 : 김종윤)
- 김용운 : 지춘배 역 - 남상태의 수하
- 윤지민 : 장규아 역 - 판타지아 클럽 마담
- 장원영 : 권창태 역 - 토지기획부 국장
- 강문경 : 김준태 역 - 토지기획부 장관
- 이선구
- 홍희원
- 성창훈
- 공재원
- 조기태 : 골든타임팀 대원 역
- 하은 : 골든타임팀 대원 역
- 국기훈 : 골든타임팀 대원 역
- 서지원 : 골든타임팀 대원 역
- 이지혜 : 골든타임팀 대원 역
- 이이나 : 골든타임팀 대원 역
- 현정철 : 골든타임팀 대원 역
- 이정원 : 골든타임팀 대원 역
- 이나원 : 골든타임팀 대원 역
- 김익태 : 부검의 역
- 김지성 : 강력 2팀 반장 역
- 유성철
- 여지훈
- 황경한
- 이광현
- 한주영
- 서호철
- 권순준
- 박서빈
- 신준항
- 이준서
- 엄보영
- 한성용
- 장가현 : 황경일 친모 역
- 이규섭 : 남상태의 졸개 역
- 마성민 : 남상태의 졸개 역
- 기세형 : 남상태의 졸개 역
- 이규복 : 남상태의 졸개 역
- 최민금
- 이관훈 : 목따기 역
- 정이남
- 김경록
- 김상일
- 유병선
- 홍승진 : 킬러 역 - 동남아 칼잡이
- 이재원
- 서혜빈
- 김인희
- 한그림
- 정명준
- 이상홍
- 장태민
- 이태겸
- 강성철
- 이태건
- 최남욱
- 신병수
- 박상연
- 김남진
- 김종호 : 모텔주인 역
- 권오진
- 송영규 : 박은철 역 - 검찰 특수본부 검사
- 박종상 : 오현호의 아버지 역
- 김재철 : 버스회사 과장 역
- 김홍수
- 이아진 : 모태구 엄마 역 - 모기범의 아내
- 김권 : 모태구를 담당한 정신병원 의사 역
- 정현석 : 심대식의 주치의 역
- 유상재 : 병원 보안팀장 역
- 진모

### 특별출연
- 조재윤 : 살해도주범 역
- 이준혁 : 성매매업소 매니저 역
- 박효준 : 경찰 역
- 김윤아 : 클럽 DJ 역
- 김형규 : 클럽 사장 역

## 시청률
최저 시청률과 최고 시청률은 시청률 조사회사와 지역별로 시청률에 차이가 있을 수 있습니다.
| 2017년      | 2017년      | 2017년                                         | 2017년     | 2017년      |
| 회차        | 방송일자    | 부제                                           | AGB 시청률 | TNmS 시청률 |
| ----------- | ----------- | ---------------------------------------------- | ---------- | ----------- |
| 1화         | 1월 14일    | Chapter.1 어둠 속의 목소리                     | 2.346%     | 1.6%        |
| 2화         | 1월 15일    | Chapter.2 힐링마마의 두 얼굴                   | 2.986%     | 2.1%        |
| 3화         | 1월 21일    | Chapter.2 힐링마마의 두 얼굴                   | 5.406%     | 4.9%        |
| 4화         | 1월 22일    | Chapter.3 어둠 속의 벨소리 #초콜릿 상자의 비밀 | 3.619%     | 2.9%        |
| 5화         | 2월 4일     | Chapter.3 어둠 속의 벨소리 #초콜릿 상자의 비밀 | 5.526%     | 4.3%        |
| 6화         | 2월 5일     | Chapter.4 쓰레기집의 비밀 #벽속의 눈동자       | 4.623%     | 3.1%        |
| 7화         | 2월 11일    | Chapter.4 쓰레기집의 비밀 #벽속의 눈동자       | 4.583%     | 4.4%        |
| 8화         | 2월 12일    | Chapter.4 쓰레기집의 비밀 #벽속의 눈동자       | 5.152%     | 4.0%        |
| 9화         | 2월 18일    | -                                              | 5.383%     | 4.4%        |
| 10화        | 2월 19일    | Chapter.5 악마의 속삭임                        | 5.637%     | 4.3%        |
| 11화        | 2월 25일    | Chapter.5 악마의 속삭임                        | 4.447%     | 4.1%        |
| 12화        | 2월 26일    | Chapter.6 지옥으로부터 온 전화                 | 5.140%     | 4.3%        |
| 13화        | 3월 4일     | Chapter.7 마왕의 탄생                          | 4.582%     | 4.0%        |
| 14화        | 3월 5일     | Chapter.7 마왕의 탄생                          | 5.389%     | 3.9%        |
| 15화        | 3월 11일    | Chapter.8 마지막 골든타임을 위하여             | 4.758%     | 3.4%        |
| 16화        | 3월 12일    | Chapter.8 마지막 골든타임을 위하여             | 5.601%     | 3.4%        |
| 평균 시청률 | 평균 시청률 | 평균 시청률                                    | 4.700%     | 3.7%        |

## 참고 사항
- 화면 비율은 19:9로 구성되었다.

## 같이 보기
- 형사 드라마
- 대한민국의 텔레비전 드라마 목록 (ㅂ)
- 2017년 대한민국의 텔레비전 드라마 목록